# Bernardin Gantin
Bernardin Gantin (Toffo, 8 maggio 1922 – Parigi, 13 maggio 2008) è stato un cardinale e arcivescovo cattolico beninese.

## Biografia
Nacque a Toffo, in Benin, l'8 maggio 1922. Il padre era un impiegato delle ferrovie.

### Formazione e ministero sacerdotale
Compì gli studi istituzionali teologici e filosofici presso il seminario di Ouidah.
Il 14 febbraio 1951 fu ordinato presbitero, nella cattedrale di Ouidah, dal vescovo Louis Parisot, di cui divenne uno dei più stretti collaboratori.
A partire dal 1953 proseguì gli studi a Roma, presso la Pontificia Università Urbaniana (missiologia) e presso la Pontificia Università Lateranense, dove si licenziò in teologia e diritto canonico.

### Ministero episcopale e cardinalato

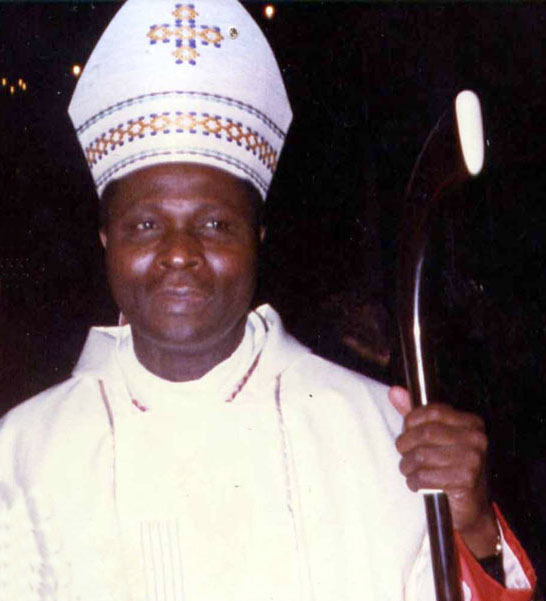
Bernardin Gantin nel 1988.

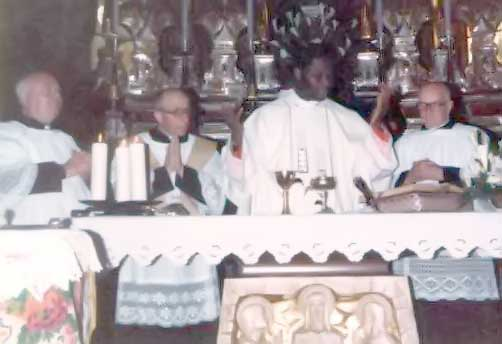
Il cardinal Gantin durante una celebrazione eucaristica a San Fiorano, 1984.

L'11 dicembre 1956 fu eletto vescovo titolare di Tipasa di Mauritania ed ausiliare di Cotonou; fu consacrato nella cappella del Collegio di Propaganda fide il 3 febbraio 1957 dal cardinale Eugène Tisserant e successivamente tornò nella sua diocesi di origine.
Il 5 gennaio 1960, dimessosi Parisot per motivi di salute, venne nominato arcivescovo metropolita di Cotonou. Fu anche eletto presidente della locale conferenza episcopale; partecipò a tutte le sessioni del Concilio Vaticano II e alla prima assemblea ordinaria del sinodo mondiale dei vescovi (1967).
Il 5 marzo 1971 venne nominato segretario aggiunto della Congregazione per l'evangelizzazione dei popoli e lasciò il governo della sua diocesi. Nel 1975 fu nominato vicepresidente della Pontificia commissione "Justitia e Pax", di cui divenne presidente il 15 dicembre 1976, e del Pontificio consiglio "Cor Unum" di cui fu presidente dal 4 settembre 1978.
Nel concistoro del 27 giugno 1977 fu creato cardinale diacono del Sacro Cuore di Cristo Re da papa Paolo VI; eletto cardinale presbitero dopo l'elevazione della diaconia pro illa vice il 25 giugno 1984 e cardinale vescovo di Palestrina il 29 settembre 1986. Nei due conclavi del 1978 il suo nome venne indicato tra quelli dei "papabili".
Lasciò i precedenti incarichi l'8 aprile 1984, quando venne nominato prefetto della Congregazione per i vescovi, primo cardinale di origine africana ad essere messo a capo di una congregazione della Santa Sede.
Il 5 giugno 1993 venne eletto decano del collegio cardinalizio e ricevette anche il titolo della chiesa suburbicaria di Ostia. Il 25 giugno 1998, raggiunto il limite di età di 75 anni, si dimise dalla carica di prefetto. Il 30 novembre 2002 perse la qualifica di cardinale elettore per il superamento dell'età di 80 anni, preferì allora dimettersi dalla carica di decano e tornare in Benin; mantenne il titolo di decano emerito fino alla morte.
Alle 16.45 del 13 maggio 2008, cinque giorni dopo il suo ottantaseiesimo compleanno, morì a Parigi dove era da tempo ricoverato. Il 24 maggio è stato tumulato nell'altare della cappella del Seminario maggiore "San Gallo" a Ouidah.
Alla sua figura è intitolato il maggiore aeroporto beninese, l'Aeroporto Internazionale Cardinal Bernardin Gantin-Cadjehoun di Cotonou-Cadjehoun; inoltre il 23 maggio 2013 la Pontificia Università Lateranense gli ha dedicato una cattedra.
L'Amministrazione Comunale di San Fiorano (provincia di Lodi), nel febbraio 2021 ha deliberato di intitolare un'area pubblica del comune con la denominazione "Via Cardinale Bernardin Gantin".

### Beatificazione
Nel gennaio 2025 è stato dichiarato servo di Dio.

## Genealogia episcopale e successione apostolica
La genealogia episcopale è:
- Cardinale Scipione Rebiba
- Cardinale Giulio Antonio Santori
- Cardinale Girolamo Bernerio, O.P.
- Arcivescovo Galeazzo Sanvitale
- Cardinale Ludovico Ludovisi
- Cardinale Luigi Caetani
- Cardinale Ulderico Carpegna
- Cardinale Paluzzo Paluzzi Altieri degli Albertoni
- Papa Benedetto XIII
- Papa Benedetto XIV
- Papa Clemente XIII
- Cardinale Marcantonio Colonna
- Cardinale Giacinto Sigismondo Gerdil, B.
- Cardinale Giulio Maria della Somaglia
- Cardinale Carlo Odescalchi, S.I.
- Cardinale Costantino Patrizi Naro
- Cardinale Lucido Maria Parocchi
- Papa Pio X
- Papa Benedetto XV
- Papa Pio XII
- Cardinale Eugène Tisserant
- Cardinale Bernardin Gantin

La successione apostolica è:
- Vescovo Lucien Monsi-Agboka (1963)
- Vescovo Léon-Toussaint-Jean-Clément Chambon, O.F.M.Cap. (1964)
- Arcivescovo Christophe Adimou (1968)
- Vescovo Robert Sastre (1972)
- Vescovo Sergio Adolfo Govi, O.F.M.Cap. (1975)
- Arcivescovo Nestor Assogba (1976)
- Arcivescovo Isidore de Souza (1981)
- Arcivescovo Felice Cece (1984)
- Arcivescovo Romeo Panciroli, M.C.C.I. (1984)
- Cardinale Edward Michael Egan (1985)
- Vescovo Antonio Santucci (1985)
- Vescovo Giuseppe Di Falco (1985)
- Arcivescovo Joseph-Marie Sardou, T.D. (1985)
- Vescovo Francesco Zerrillo (1986)
- Vescovo Mario Cecchini (1986)
- Arcivescovo Vincenzo D'Addario (1986)
- Arcivescovo Louis Kébreau, S.D.B. (1987)
- Vescovo Joseph Lafontant (1987)
- Arcivescovo Rocco Talucci (1988)
- Arcivescovo Andrea Mugione (1988)
- Vescovo Antonio Forte, O.F.M. (1988)
- Arcivescovo Simon Ntamwana (1989)
- Vescovo Pietro Bottaccioli (1989)
- Vescovo Alfredo Magarotto (1990)
- Cardinale Angelo Comastri (1990)
- Arcivescovo Pier Luigi Mazzoni (1991)
- Cardinale Angelo Scola (1991)
- Vescovo Vittorio Tomassetti (1992)
- Vescovo Paul Vollmar, S.M. (1993)
- Vescovo Peter Henrici, S.I. (1993)
- Vescovo Silvio Padoin (1993)
- Arcivescovo Marcel Honorat Léon Agboton (1995)
- Arcivescovo Antoine Ganyé (1995)
- Vescovo Paul Kouassivi Vieira (1995)
- Vescovo Paul Jean-Marie Dossavi (1996)
- Arcivescovo Pascal N'Koué (1997)
- Arcivescovo Fidèle Agbatchi (2000)
- Vescovo Martin Adjou Moumouni (2000)
- Vescovo Clet Feliho (2000)
- Vescovo Victor Agbanou (2000)
- Vescovo Eugène Cyrille Houndékon (2008)